# Pratibha Ray
Pratibha Ray (in oriya ପ୍ରତିଭା ରାୟ; Alabol, 21 gennaio 1944) è una docente e scrittrice indiana di romanzi e racconti in lingua Odia. Per il suo contributo alla letteratura indiana, Ray ha ricevuto il Jnanpith Award nel 2011, il più alto premio letterario in India. Le è stato assegnato il Padma Bhushan nel 2022.
È stata la prima donna a vincere il Premio Moortidevi nel 1991. Il suo primo romanzo, Barsha Basanta Baishakha (1974), è stato un best seller.

## Biografia
È nata il 21 gennaio 1944 ad Alabol, un remoto villaggio nella zona di Balikuda, già parte del distretto di Cuttack nello stato di Odisha, (ora nel distretto di Jagatsinghpur) e
ha frequentato la Balikuda High School. Suo padre, Parashuram Das, era un preside scolastico e combattente per la libertà, e sua madre, Manorama Devi, una casalinga socialmente attiva. 
Pratibha Ray ha scritto i suoi primi testi creativi all'età di nove anni. Afferma che suo padre in particolare ha avuto una forte influenza su di lei e che da lui ha ricevuto il coraggio, gli elementi rivoluzionari e l'umanesimo nelle sue opere. Sebbene suo padre fosse un ottimo modello per lei, lei si oppose al suo desiderio di diventare medico e si trasferì dalla facoltà di medicina a un'altra filiale della Ravenshaw University a Cuttack senza il suo consenso. Dopo aver completato gli studi, ha sposato l'ingegnere Akshaya Chandra Ray. La coppia ha tre figli. Pratibha Ray ha continuato la sua carriera accademica quando i bambini erano a scuola. Ha conseguito il dottorato in psicologia dell'educazione e successivamente ha studiato i sistemi tribali dei Bondo Highlander, un gruppo etnico dell'Odisha, [2] che ha esaminato anche dal punto di vista criminologico.

## Carriera

### Attivista
Ha iniziato la sua carriera professionale come insegnante di scuola e in seguito ha insegnato per trent'anni in varie università governative dell'Odisha. Ha guidato la ricerca di dottorato e ha pubblicato numerosi articoli di ricerca.
La sua ricerca di un "ordine sociale basato sull'uguaglianza, l'amore, la pace e l'integrazione" è continuata in tutti questi anni. Quando scrisse per un ordine sociale, basato sull’uguaglianza senza discriminazioni di classe, casta, religione o sesso, alcuni dei suoi critici la bollarono come "comunista" e altri come "femminista". Lei ha sempre detto: «Io sono un'umanista. Gli uomini e le donne sono stati creati diversamente per il sano funzionamento della società. Le specialità di cui le donne sono state dotate dovrebbero essere ulteriormente coltivate. In quanto essere umano, tuttavia, la donna è uguale a uomo".
Il suo interesse attivo per la riforma sociale [11] l'ha portata in molte occasioni a combattere contro l'ingiustizia sociale. Un episodio importante nella sua vita è stata la protesta contro la discriminazione di colore (casta/religione) da parte dei sommi sacerdoti del tempio di Jagannath a Puri. In un articolo ha scritto in un giornale contro il comportamento indesiderato dei sacerdoti, intitolato "Il colore della religione è nero" (Dharmara Ranga Kala). [12] Ha lavorato nelle aree colpite dal ciclone dopo il super ciclone dell'Odisha dell'ottobre 1999 per la riabilitazione degli orfani e delle vedove delle aree colpite dal ciclone. [13]
Dopo trent'anni di insegnamento, è andata volontariamente in pensione dal servizio governativo statale per entrare a far parte della commissione per il servizio pubblico dell'Odisha. Ha continuato la sua carriera di scrittrice anche dopo il matrimonio e ha cresciuto una famiglia con tre figli.

### Scrittrice
Ray ha viaggiato molto in India per partecipare a varie conferenze letterarie ed educative nazionali. Ha visitato cinque repubbliche dell'ex Unione Sovietica nel 1986 nell'ambito di un programma di scambio culturale sponsorizzato da ISCUS. Ha rappresentato l'India come scrittrice indiana alla Fiera dell'India in Australia, "India Today 94", sponsorizzata dall'Indian Council for Cultural Relations, Nuova Delhi, nel 1994. Ha tenuto letture e conferenze sulla letteratura e le lingue indiane in varie università in Australia. Ha anche visitato gli Stati Uniti, il Regno Unito e la Francia in tournée di conferenze, ha rappresentato l'India come scrittrice indiana al Festival dell'India in Bangladesh nel 1996 e ha partecipato al 7º Congresso interdisciplinare internazionale sulle donne presso l'Università di Tromsø, a giugno. 1999 come delegata indiana. Ha visitato la Norvegia, la Svezia, la Finlandia e la Danimarca durante un giro di conferenze nel 1999. Ha visitato Zurigo nel 2000 per presentare un documento alla Terza Conferenza europea sull'uguaglianza di genere nell'istruzione superiore.

## Opere selezionate

### Romanzi
- Barsa Basanta Baishakha, 1974
- Aranja, 1977
- Nishiddha Prithivi, 1978
- Parichaya, 1979
- Aparichita, 1979. (È stato realizzato un film e ha vinto il premio per il miglior film-storia dal governo dello stato di Odisha, Dipartimento della Cultura)
- Punyatoya, la storia della ragazza del villaggio Meghi, 1979. (Tr. In hindi)
- Meghamedura, 1980
- Ashabari, 1980
- Ayamarambha, 1981
- Nilatrishna, 1981. (Tr. in hindi)
- Samudrara Swara, 1982. (Trad. in hindi)
- Shilapadma, 1983. (Premio Odisha Sahitya Academy, 1985; Tradotto in assamese, hindi, marathi, malese e inglese) [14]
- Yajnaseni, 1984  (Premio Moorti Devi, 1991 e Premio Sarala, 1990. Tradotto in inglese, hindi, malese, marathi, assamese, bengalese, gujarati, ungherese) [15]
- Dehatita, 1986
- Uttaramarg , 1988. (Trad. in hindi e punjabi)
- Adibhumi (trad. in hindi e inglese)
- Mahamoha, 1998 (pubblicatoin hindi, bengalese e malese)
- Magnamati, 2004
- Maharani Putra, 2008

### Diari di viaggio
- Maitripadapara Shakha Prashakha (URSS), 1990
- Dura Dwividha (Regno Unito, Francia), 1999
- Aparadhira Sweda (Australia), 2000

### Storie brevi
- Samanya Kathana – 1978
- Gangashiuli – 1979
- Asamapta – 1980
- Aikatana – 1981
- Anabana – 1983
- Hatabaksa -1983
- Shrestha Galpa – 1984
- Abyakta (trasformato in un telefilm) – 1986
- Itibut – 1987
- Haripatra – 1989
- Prthak Isvara – 1991
- Bhagavanara Desa – 1991
- Manushya Swara – 1992
- Sva-nirvachita Sreshtha Galpa – 1994
- Sashthasati – 1996
- Moksha (trasformato in un lungometraggio, che ha ricevuto il premio per il miglior film regionale) – 1996 [16]
- Ullaghna (Premio Sahitya Akademi, 2000) – 1998
- Nivedanam Idam – 2000
- Gandhinka – 2002
- Jhotipaka Kantha – 2006

### Opera teatrale
- Yajnaseni  – Suman Pokhrel ha interpretato il romanzo di Ray Yajnaseni come un'opera solista in nepalese.

## Premi e riconoscimenti
- 1985 - Premio Odisha Sahitya Academi per il romanzo Sheelapadma
- 1990 – 'Premio Sarala' per il romanzo Yajnaseni
- 1991 – 'Premio Moortidevi' per il romanzo Yajnaseni[12]
- 2000 – Premio Sahitya Akademi per la raccolta di racconti Ullaghna
- 2006 – Amrita Keerti Puraskar[13]
- 2007 – Premio " Padma Shri " in Letteratura e Istruzione da parte del governo indiano.
- 2011 – Premio Jnanpith[14]
- 2013 – Premio Odisha Living Legend (Letteratura)[15]
- 2022 - Padma Bhushan del governo indiano per la letteratura e l'istruzione[16][17]